# 松岡政保
松岡政保（1897年9月18日—1989年4月7日），沖繩政治人物、商人。
他出生於沖繩縣國頭郡金武町，原名宜野座政保。1912年前往美國，1924年畢業於美國印地安納州的三州大學（今特莱恩大学）。1927年回國，1931年改姓松岡。1936年加入沖繩製糖，任技師、廠長。
沖繩島戰役後，歷任沖繩諮詢會和沖繩民政府的工務部長。1950年參加沖繩群島知事選舉，被平良辰雄擊敗。此後創立松岡建設、松岡配電等公司，在財政界廣泛構建人脈。
1964年，琉球政府行政主席大田政作辭職，由他繼任行政主席。他結束了前任在職期間的政治混亂狀態，實現了保守派政黨的統一。因具有留學經歷，松岡政保擅長於同美國人交涉，任內與高級專員阿爾伯特·沃森二世交涉，沃森同意引入行政主席公選制度，從而實現了自治權的擴大。1968年，松岡政保任期滿之際，琉球開始實行直接選舉制。11月10日舉行的第一次琉球政府行政主席通常選舉中，屋良朝苗成為第一位民選的行政主席。
1972年沖繩復歸後，他就任沖繩電力的社長。